# Ludwig von Platen
Pour les articles homonymes, voir Von Platen.
Carl Ludwig Ernst von Platen, né le 24 mars 1804 à Dantzig et mort le 6 février 1869 à Berlin, est un propriétaire terrien, haut fonctionnaire et homme politique prussien, membre du Parlement de Francfort en 1848 et de la Chambre des représentants de Prusse de 1855 à 1861.

## Biographie
Fils d'un père militaire et propriétaire terrien, Platen est né le 24 mars 1804 à Dantzig en Prusse-Occidentale. Après une formation dans le corps des cadets à Berlin, il rejoint comme officier le 2e régiment de grenadiers de la Garde « empereur François » et entreprend des études de droit en auditeur libre. Promu entretemps capitaine, Platen quitte l'armée en 1835 pour devenir propriétaire des domaines seigneuriaux de Kamlau (en) et Tillau et administrateur (de) de l'arrondissement de Neustadt-en-Prusse-Occidentale (de), où il reçoit plus tard le titre de conseiller provincial (Landschaftsrat).
Membre du parlement provincial de Prusse de 1842 à 1846, il compte parmi les députés provinciaux réunis dans le Parlement uni prussien, où il évolue dans l'opposition libérale, de 1847 à 1848. Il remplace ensuite l'évêque de Kulm Anastasius Sedlag comme député de la 28e circonscription de la province de Prusse, représentant l'arrondissement de Neustadt-en-Prusse-Occidentale (de), au Parlement de Francfort. Il siège du 20 août au 23 décembre 1848 dans les rangs de la fraction Casino (centre-droit). Eduard von Borries lui succède.
Par la suite, Platen est membre de la Chambre des représentants de Prusse, où il fait partie de la fraction Pückler, de 1855 à 1861. Il meurt le 6 février 1869 à Berlin, à 64 ans. 